# ドゥア
ドゥア（Du'a, ? - 1307年頃）は、モンゴル帝国のチャガタイ・ウルスの第12代当主で第7代ハン（在位：1283年 - 1307年）で、チャガタイ・ハン国の実質的な建国者である。『集史』などのペルシア語表記では دوا（Dūā）、『元史』などでの漢字表記は都哇、篤哇、都瓦。第7代君主バラクの子。

## 生涯
1270年に父バラクがオゴデイ家のカイドゥと対立中に、カイドゥによる毒殺と言われる謎の急死を遂げると、父の仇敵であるカイドゥと対立し、カイドゥの側についた第7代君主アルグの遺児のチュベイらと激しい抗争を10年近くにわたって繰り広げた。
その後、情勢の変化からカイドゥに服属することになり、逆にカイドゥと対立するようになったチュベイらが、モンゴル帝国のカアンであるクビライの政権、大元ウルスに逃亡したので、1282年になってカイドゥによって空席となっていたチャガタイ家の当主の座に据えられた。しかし実際にはドゥアはカイドゥの傀儡であり、カイドゥが中央アジアに成立させた「カイドゥ・ウルス」の一部をなす諸王に過ぎなかった。
1295年、ドゥアはカイドゥの子サルバンとともにイルハン朝のホラーサーン州、マーザンダラーン州に侵入し、掠奪をおこなった。翌年（1296年）、イルハン朝のガザン・ハンが派遣した将軍ノウルーズが攻めてきたのでドゥアとサルバンは略奪した大量の家畜を伴って撤退した。
1301年、カイドゥとともに大元ウルスに攻め込んだが、カイシャン率いる元軍に撃退され、カイドゥともども重傷を負った（テケリクの戦い）。この戦いで負った傷が元でカイドゥが亡くなるとカイドゥ王国内における長老として発言力を増し復権をはかった。
ドゥアはまずカイドゥによって生前後継者に指名されていたオロスを遠ざけてカイドゥの長男のチャパルを後継者に推し、チャパルの即位を実現させた。1304年にはチャパルとともに、クビライの孫のテムル・カアンのもとに使者を送り、カアンへの臣従を誓ってモンゴル帝国の再統合を実現した。
この後、チャパルとオロスがオゴデイ家の主導権をめぐって抗争をはじめると、ドゥアはオゴデイ家の内紛を好機とみてアルタイ山脈を越え、ジュンガリアに侵攻してきた元軍と連携してオゴデイ家の各勢力を各個撃破していった。
1306年、ドゥアはチャパルの追放に成功し、アルタイ山脈以西の「カイドゥ・ウルス」の旧勢力圏を統一して、中央アジア一帯にチャガタイ・ハン国の広大な支配圏を築き上げた。このとき、モンケの粛清以後、政権としては解体同然であったチャガタイ家のウルスが、実質的に後世「チャガタイ・ハン国」と呼ばれる姿で建国を果たしたのであった。ドゥアはさらにヒンドゥークシュ方面にも進出してアフガニスタンまで勢力下に置き、チャガタイ・ハン国の最盛期を築き上げたが、まもなく病を得て死去した。